# Kupališni kompleks Stubičke Toplice
Kupališni kompleks Stubičke Toplice je kompleks zgrada i popratnih objekata u općini Stubičke Toplice.

## Opis
Termalni sklop smješten u središtu Stubičkih Toplica, između potoka Vidak i Topličica te ceste za Donju Stubicu, izgrađen je po narudžbi zagrebačkog biskupa Maksimilijana Vrhovca i projektu K. H. Vesteburga . Obuhvaća glavnu kupališnu zgradu s Maksimilijanovom kupelji, parnu ili Dijaninu kupelj, kapelu sv. Katarine te kupališni perivoj. Kupališna zgrada s bazenom (Maksimilijan) sagrađena je u stilu baroknog klasicizma, u tradiciji srednjoeuropskih dvoraca, sa središnjim dominantnim volumenom, odakle se bočna krila pružaju prema vanjskom prostoru. Izgrađen do 1814. g. po tada suvremenim zapadnoeuropskim kriterijima i standardima, najraniji je očuvani primjer termalnog kupališta u Hrvatskoj.

## Zaštita
Pod oznakom Z-1902 zavedena je kao nepokretno kulturno dobro - pojedinačno, pravnog statusa zaštićena kulturnog dobra, klasificirano kao "kulturno-povijesna cjelina".